# Premios Casandra 2011
La XXVII entrega de los Premios Casandra se celebró la noche del 22 de marzo de 2011 en el Teatro Nacional en Santo Domingo. Fueron difundidos por Telesistema 11 a nivel nacional y Televisión Dominicana para los Estados Unidos. El productor de televisión y humorista Freddy Beras-Goico fue honrado con un homenaje póstumo. Fueron entregados un total de 44 premios, la mayoría de los premios fueron entregados durante el pre-show televisivo. El evento fue conducido por Roberto Ángel Salcedo con breves apariciones de las presentadoras Jatnna Tavárez, Honey Estrella y el comediante Cuquín Victoria. La jazzista dominicana Patricia Pereyra fue homenajeada con un Casandra Especial. La transmisión duró poco más de cinco horas, incluyendo la Alfombra Roja.

## Nominaciones
Las nominaciones fueron oficializadas el 22 de febrero en el Teatro La Fiesta del Hotel Jaragua en una gala denominada "El Casandrita" la cual fue amenizada por los cantantes urbanos Dylan y Lennin, el bachatero dominicano Yunel Cruz, el salsero cubano Marlon, los venezolanos Calle Ciega, y los estadounidenses Fuego y Sohanny. La gala, dedicada al comediante Felipe Polanco "Boruga" fue conducida por Ibelka Ulerio, Iamdra Fermín, Aquiles Correa y Mario Peguero. Fueron reconocidos los cronistas Carmen Heredia, Emelyn Baldera, Yenny Polanco, Juan Carlos Jiménez, Gladializa Pereyra, Ramón Aníbal Ramos, el empresario y locutor José Lluberes, los cantantes Omar Franco y El General Larguito. Héctor Acosta "El Torito" y Juan Luis Guerra fueron los más nominados con seis nominaciones cada uno.

## Presentaciones

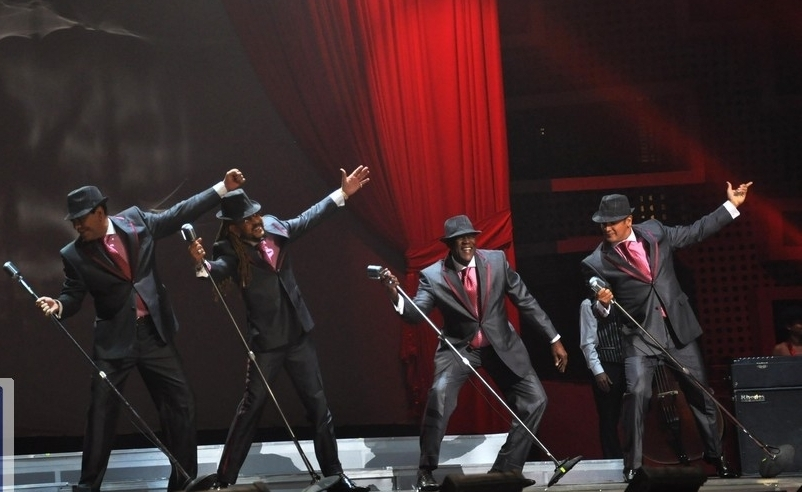
Presentación de Fernando Villalona, Toño Rosario, Johnny Ventura, Eddy Herrera durante la ceremonia de la noche.

Los cantantes que se presentaron en el show en orden de aparición:
- El Cata
- Pitbull
- Jencarlos Canela
- Fernando Villalona
- Toño Rosario
- Eddy Herrera
- Johnny Ventura
- Vicente García
- Prince Royce
- Poeta Callejero
- Villanosam
- Mozart La Para
- Secreto El Biberon
- Sensato Del Patio
- Milka La Mas Dura
- Doble T & El Crok
- Vakeró
- Rosario Flores
- Cecilia García
- Felipe Polanco
- Cuquín Victoria
- Tercer Cielo
- Chino & Nacho
- Juan Luis Guerra
- Fefita La Grande

## Categorías y ganadores
El premio se divide en 3 renglones: clásico, popular y comunicación. Este año el premio tuvo 44 categorías dentro de las cuales hubo 178 nominados. La siguiente table incluye todos los nominados donde los ganadores son resaltados en negrita.

### Renglón clásico
| Bailarín clásico                                                                             | Coreógrafo clásico y/o moderno                                                         | Cantante lírico                                                                        | Espectáculo clásico y/o moderno                                                                | Teatro musical                                                             |
| -------------------------------------------------------------------------------------------- | -------------------------------------------------------------------------------------- | -------------------------------------------------------------------------------------- | ---------------------------------------------------------------------------------------------- | -------------------------------------------------------------------------- |
| - Maikel Acosta - Allison García Suero - Michele Jiménez - Lisbell Piedra - Stephanie Bauger | - Isadora Bruno - Elizabet Crooke Morel - Carlos Veitía                                | - Paola González - Juan Cuevas                                                         | - Ballet 12 - El Corsario - Ballet TR3S                                                        | - West Side History - I Love RD - Esperanza: El Musical - Chicago          |
| Artista clásico destacado en el extranjero                                                   | Actriz                                                                                 | Actor                                                                                  | Director teatral                                                                               | Obra teatral                                                               |
| - Aisha Syed - Michel Camilo - Enrique Pina                                                  | - María Castillo - Patricia Muñoz - Carolina Rivas - Elvira Taveras - Judith Rodrìguez | - Víctor Pinales - José Manuel Rodríguez - Augusto Feria - José Núñez - Vicente Santos | - Flor de Bethania Abreu - Claudio Rivera - Manuel chapuseaux - María Castillo - Haffe Serulle | - Casio - Bodas de Sangre - Aquí no paga Nadie - Desnudos - Johanna Pavana |

### Renglón popular
| Orquesta merenguera                                                                       | Conjunto típico                                                      | Orquestador y/o arrelista                                                                | Compositor y/o autor de letras                                                       | Bachata del año                                                     | Merenguero de calle                                                |
| ----------------------------------------------------------------------------------------- | -------------------------------------------------------------------- | ---------------------------------------------------------------------------------------- | ------------------------------------------------------------------------------------ | ------------------------------------------------------------------- | ------------------------------------------------------------------ |
| - Héctor Acosta - Eddy Herrera - Fernando Villalona - Los Hermanos Rosario - Toño Rosario | - Banda Real - El Prodigio - Krispy - Geovanny Polanco - Wilman Peña | - Juan Luis Guerra - José Peña Suazo - Deivit Landestoy - Manuel Tejada - Pachy Carrasco | - Juan Luis Guerra - José Peña Suazo - Pavel Núñez - Jandy Feliz - Zacarías Ferreira | - Atrévete - Desesperado - Llámame - Bachata en Fukuoka - El Malo   | - Omega - Juliana - Tito Swing - Tulile                            |
| Grupo pop y/o rock                                                                        | Artista destacado en el extranjero                                   | Agrupación popular destacada en el extranjero                                            | Merengue del año                                                                     | Cantante solista masculino                                          | Revelación del año                                                 |
| - Toque Profundo - Bocatabú - Podapop - MarteoVenus - Pablo Callo                         | - Juan Luis Guerra - Prince Royce                                    | - Aventura - Héctor Acosta - Eddy Herrera                                                | - Te Amo Tanto - La Noche - La Rubia - Un hombre Nuevo                               | - Wason Brazonban - Pavel Núñez                                     | - Prince Royce - Secreto - Negro 5 Estrella                        |
| Concierto de año                                                                          | Espectáculo del año                                                  | Agrupación bachatera                                                                     | Álbum musical                                                                        | Música religiosa contemporánea                                      | Artista y/o agrupación urbana                                      |
| - Alma Mía - Los 50 años de Nini Caffaro - Rocksario - Señor Bohemio - Héctor Unppluged   | - The Last - El Torito Monumental - De aquel Lao de Río              | - Antony Santos - Zacarías Ferreira - Joe Veras - Raulín Rodríguez - Elvis Martínez      | - A son de Guerra - Alma Mía - Oblígame - Tiempo del viento - Prince Royce           | - Tercer Cielo - Isabel Valdez - Ministerio 4 x7 - Egleida Belliard | - Doble T & El Crok - Vakeró - Milka La Más Dura - Poeta Callejero |

### Renglón comunicación
| Programa diario de variedades                                                                             | Programa infantil                                                                    | Programa juvenil                                                                     | Programa de humor                                                                              |
| --- | ------------------------------------------------------------------------------------ | ------------------------------------------------------------------------------------ | ---------------------------------------------------------------------------------------------- |
| - Ustedes y Nosotros - El Show de Mediodía - Súper Éxitos - Chévere Nigth - El Escándalo del 13           | - Kankimanía - Vivan los niños - El Campamento de Robert Luis - La Hora de ser Feliz | - Entretenidos - Relevo V.I.P - Iamdra Full - Todos con Emely - Manuel y Hermes      | - A reír con Miguel y Raymond - Boca de Piano es un show - Titirimundati                       |
| Locutor                                                                                                   | Animador                                                                             | Presentador                                                                          | Video musical                                                                                  |
| - José Joaquín Espinal - Patricia Pimentel - Néstor Estévez - Elaine Martínez - Laura Castellanos         | - Jochy Santos - Michael Miguel - Joel López - Nelson Javier                         | - José Fabián - Milagros Germán - Miralba Ruiz - Roberto Ángel Salcedo - Pamela Sued | - El club de corazones rotos - Lo perdí todo - Échame agua - Qué mujer tan chula - Oye mi amor |
| Programa semanal de variedades                                                                            | Comediante                                                                           | Programa de investigación                                                            | Revista semanal                                                                                |
| - Aquí se habla Español - Divertido con Jochy - Francisco muy diferente - Más Roberto - Arriba y Adelante | - Víctor Reyes - Raymond Pozo - Miguel Céspedes - Fausto Mata - Verónica López       | - Nuria - El Informe - Zona 5                                                        | - De Calle con Dafne - Noche de Luz - Con Jatnna - Gianni Espectacular - Muy Personal          |
| Especial de televisión                                                                                    | Producción cinematográfica de ficción y/o documental                                 | Director cinematográfico                                                             | Actriz del año                                                                                 |
| - La 40: Peor que el infierno - Mil Historias. La batalla por crecer - Haití: Nación sufrida              | - Hermafrodita - Trópico de sangre - La soga                                         | - Albert Xavier - Juan Deláncer                                                      | - Michelle Rodríguez - Marilú Acosta                                                           |

## Casandras especiales

### Casandra Internacional
- Silvio Rodríguez
- Rosario Flores
- Jencarlos Canela
- Pitbull

### Casandra al Mérito
- Fernando Casado

### El Soberano
- Rafael Corporán de los Santos

## Producción
- René Brea - producción y guion
- Ángel Dotel - escenografía
- Roy Tavaré - dirección musical
- Iván Tejada - coreografía
- Orlando Holguin - libreto